# Schwebefähre Kiel

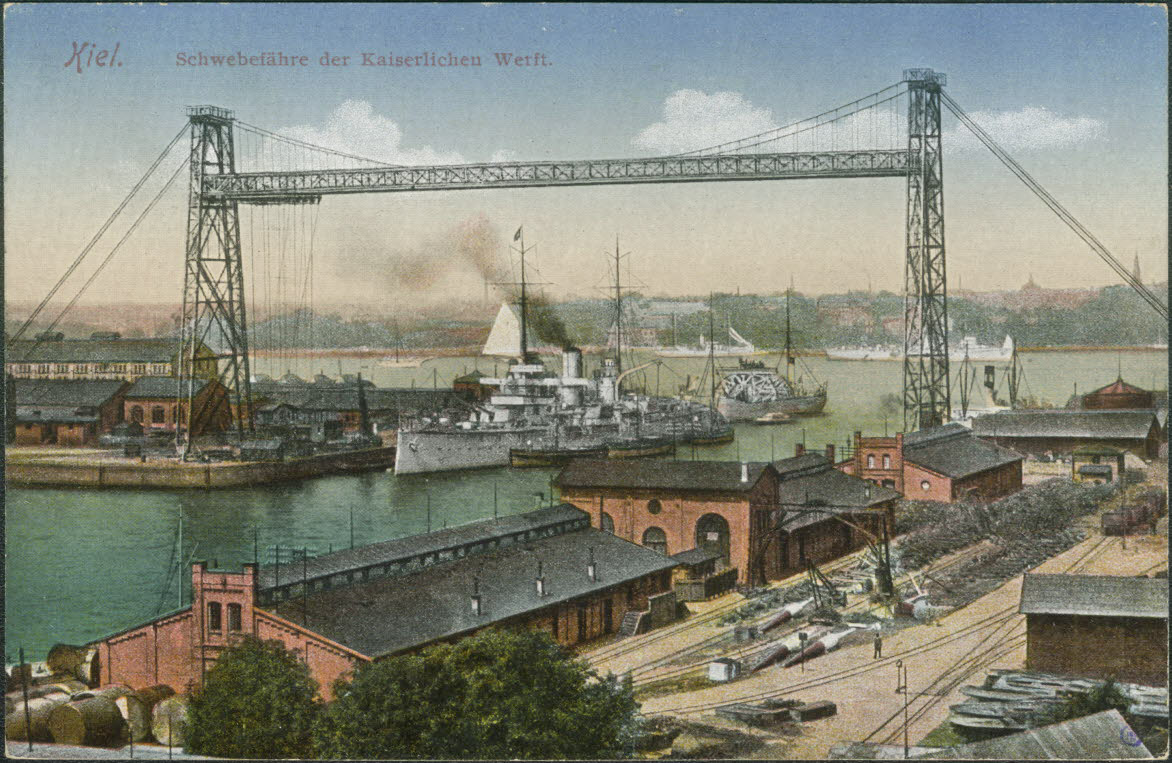
Schwebefähre der Kaiserlichen Werft

Die Schwebefähre Kiel war ein Bauwerk über die Einfahrt zur Kaiserlichen Werft in Kiel-Ellerbek.

## Geschichte
Als Erfinder der Schwebefähren gilt der Franzose Ferdinand Arnodin. Diese technische Anlage ermöglicht es, einen Fluss zu überqueren, ohne dass dazu eine Brücke gebaut werden muss, die die Durchfahrt von hohen Schiffen behindert oder die für deren Durchfahrt geöffnert werden müsste. Dazu verkehrt eine Gondel von einem zum anderen Flussufer, die von dem hoch liegenden stählernen Brückenträger abgehängt ist.
Durch die Flottenpolitik Wilhelms II. wuchs die Kaiserliche Werft, und das Werftgelände wurde nach Süden und Norden erweitert. In den Jahren 1899 bis 1904 dehnte sich die Fläche der Werft so weit aus, dass die Germaniawerft im Süden einen Teil ihres Geländes an die Kaiserliche Werft abtreten musste. Auch nach Norden wuchs der Betrieb weiter, und 1904 verschwanden mit dem Ausbau der Werft die letzten Reste des alten Fischerdorfes Ellerbek. Zur Verbindung beider Werftteile wurde 1910 die Schwebefähre fertiggestellt, die bald ein Wahrzeichen Kiels war.

## Beschreibung
Die bis 1923 betriebene Schwebefähre war 56 m hoch und 118 m lang. Die Stahlkonstruktion wurde entworfen durch den Marinehafendirektor Georg Franzius (1842–1914), nach dem die Franziusallee im Kieler Stadtteil Ellerbek benannt ist. Die Herstellung erfolgte durch die Gutehoffnungshütte in Oberhausen.